# Alfred Bader (Chemiker)

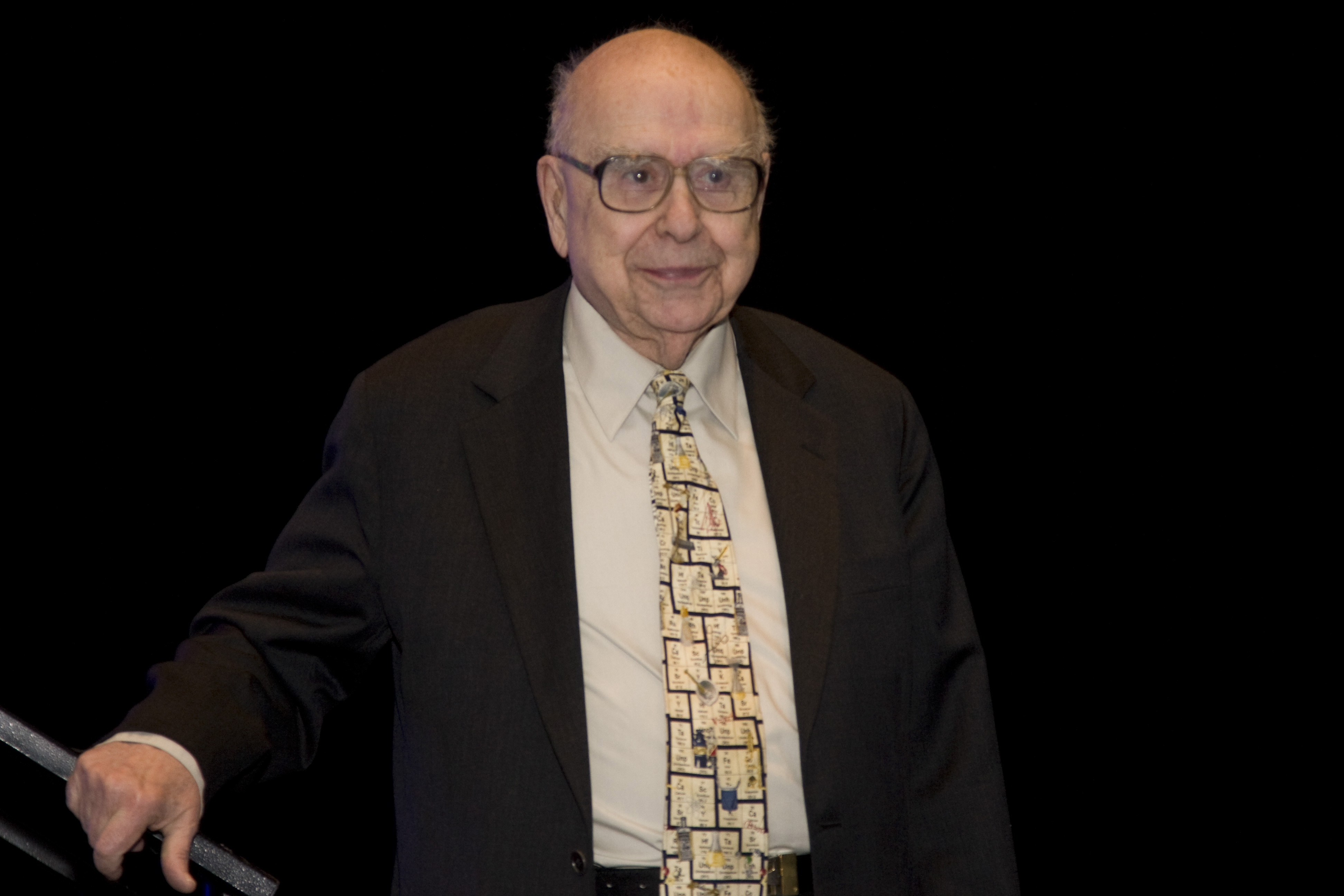
Alfred Bader (2009)

Alfred Robert Bader (* 28. April 1924 in Wien; † 23. Dezember 2018 in Milwaukee, Wisconsin, USA) war ein kanadischer Chemiker, Unternehmer, Kunstsammler und Mäzen österreichischer Herkunft. Er war einer der beiden Gründer der Firma Aldrich und lange Zeit Präsident und Vorsitzender der Firma Sigma-Aldrich, einem der weltweit größten Produzenten von Forschungschemikalien.

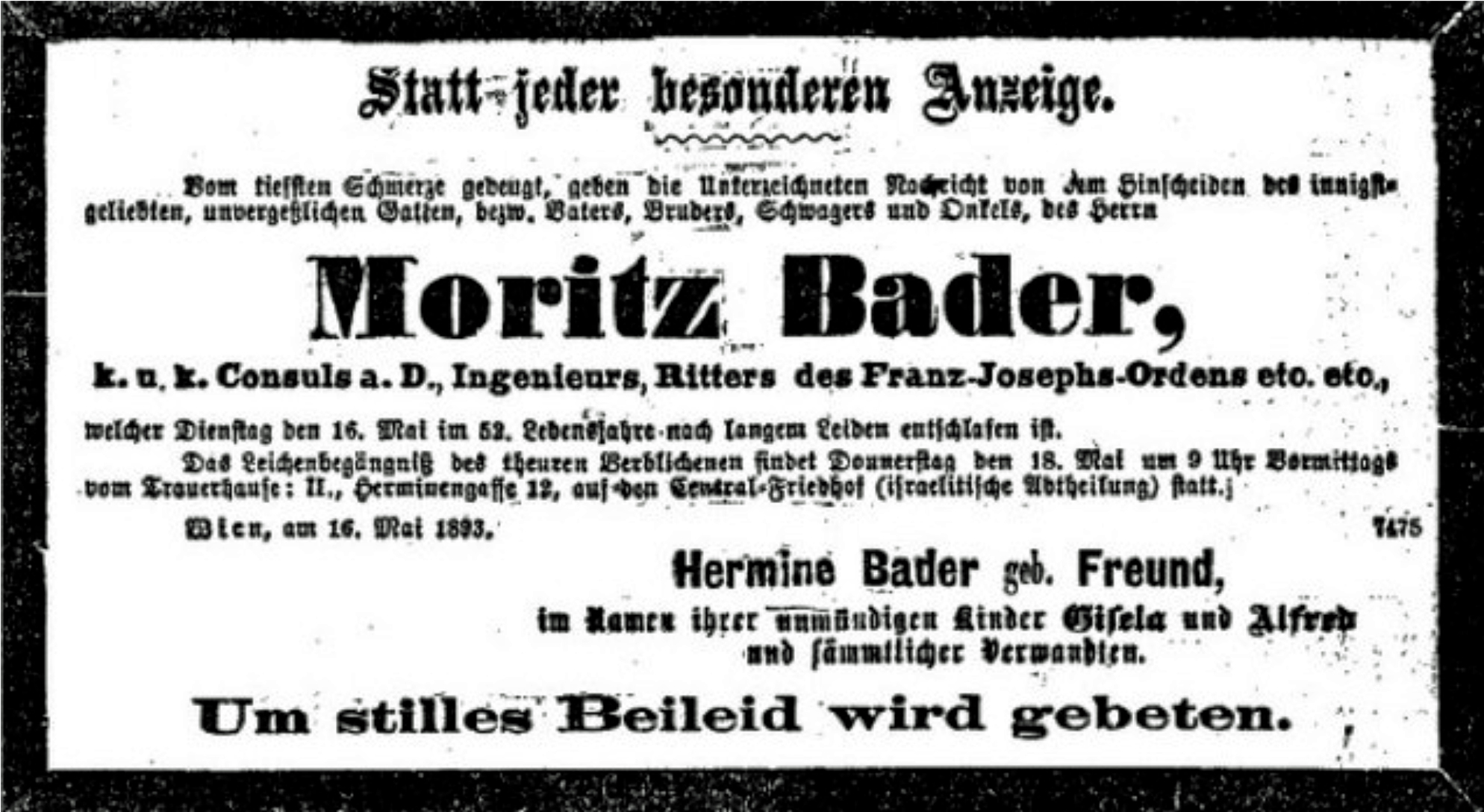
Partezettel zum Tod des Großvaters

## Herkunft und Leben
Baders Großeltern väterlicherseits waren der aus Gaya im Süden Mährens stammende Ingenieur Moritz Bader (1841–1893) und dessen Ehefrau Hermine geborene Freund (1854–1927). Moritz Bader war unter anderem als Ingenieur am Bau des Suezkanals beteiligt und wurde für seine Dienste als österreichischer Konsul in Ismailia von Kaiser Franz Joseph geadelt. Die Großeltern wohnten seit 1876 in Wien in der Herminengasse 12 und hatten zwei Kinder: Gisela (später verheiratete Reich) (1874–1942) und Alfred Baders Vater Alfred (1884–1924), der schon in Wien geboren wurde und später die in München geborene Elisabeth Marie Stephanie Serényi von Kis-Serény (1886–1948) heiratete, eine Tochter des Grafen János Nepomuk Alajos László Serényi (1859–1930) aus Budapest und dessen Frau Irma Dessewffy von Csernek und Tarkő (1867–1956).
Während Baders Vater Alfred jüdischer Herkunft war, war seine Mutter Elisabeth katholisch. Sie heirateten 1912 in London. Die Familie der Mutter war gegen die Hochzeit und brach in der Folge alle Beziehungen ab. Zwei Wochen nach Alfred Baders Geburt beging sein Vater Selbstmord mit Veronal. Daraufhin wurden Alfred und seine Schwester Marion (* 1922) von deren Tante Gisela adoptiert und wuchsen in Wien auf. Ende 1938 kam Alfred im Rahmen der Kindertransport-Aktion nach Großbritannien und besuchte das Brighton Technical College, wurde allerdings zwei Jahre später kurz nach Erreichen des 16. Lebensjahrs als Enemy Alien interniert und nach Kanada verbracht. Seit 1945 studierte Alfred Bader Technische Chemie an der Queen’s University (Kingston) und finanzierte sich sein Studium als Mitarbeiter im Labor der Murphy Paint Co. in Montreal, einer Firma für Lacke, Farben und Beschichtungen, die wenig später von der Pittsburgh Plate Glass Company übernommen wurde. Ein Stipendium erlaubte es ihm, an der Harvard University seine Studien in organischer Chemie fortzusetzen. Er schloss dort 1950 mit dem Titel Ph.D. ab. Louis Frederick Fieser war sein Doktorvater.

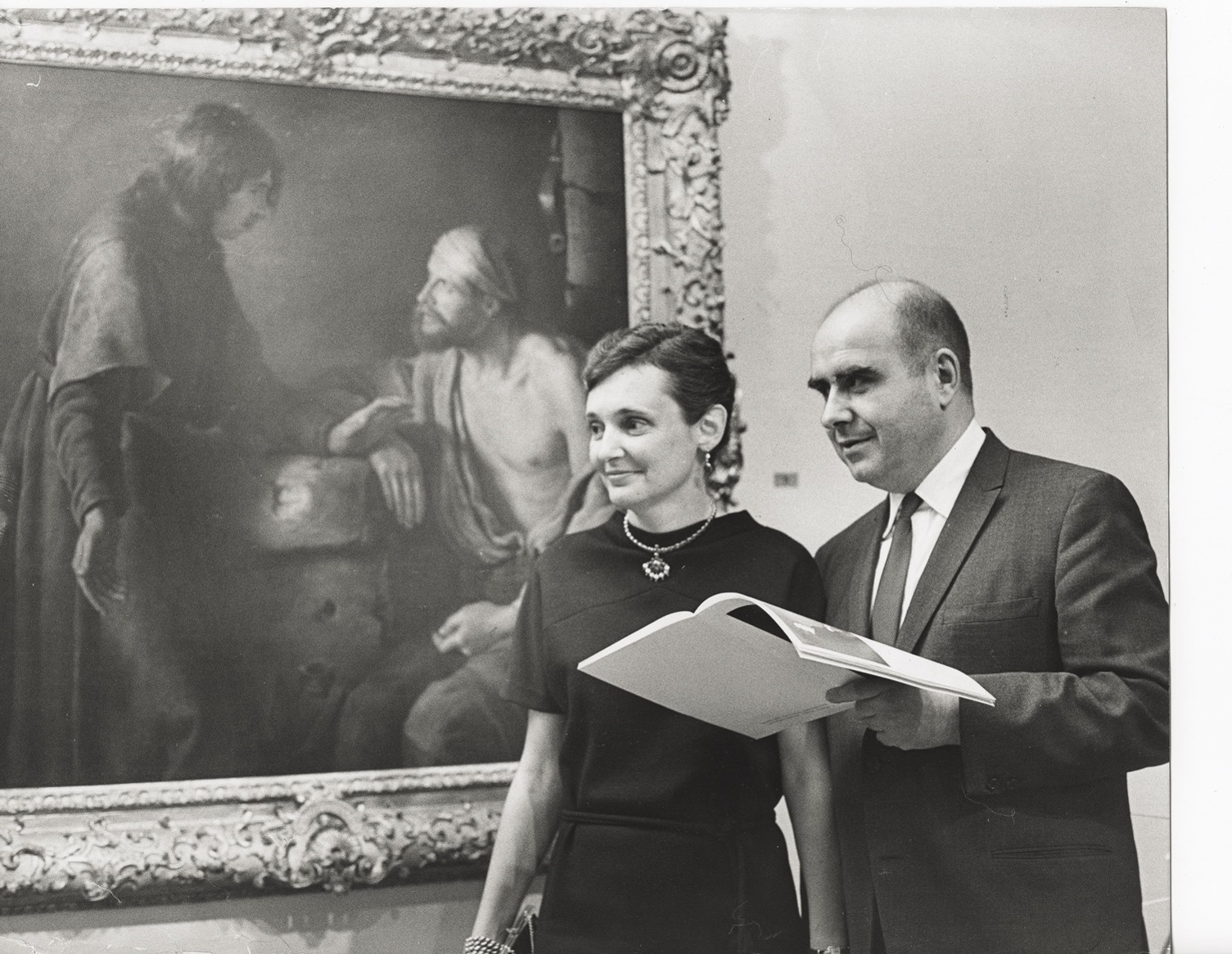
Alfred Bader mit seiner ersten Frau Helen

Alfred heiratete 1952 seine erste Frau Helen Daniels Bader (1927–1989) Beide haben zwei Söhne: David M. und Daniel J. Bader, die dem 2015 gegründeten Fund Bader Philanthropies vorstehen. Alfred Baders zweite Frau war Isabel Overton Bader.

## Chemiker und Unternehmer
Bader arbeitete von 1950 bis 1954 im Forschungslabor von Pittsburgh Plate Glass. Der damals einzige Lieferant von Forschungschemikalien, Kodak, erschien ihm nicht effizient und schnell genug. Aus diesem Grunde beschloss Bader zusammen mit seinem damaligen Freund, dem Juristen Jack N. Eisendrath, schon im Jahre 1951 die Gründung einer eigenen Firma, die kleine Mengen an speziellen Chemikalien produzieren und vertreiben sollte. Die Firma hatte ein Startkapital von 250 US-Dollar, wurde nach der Freundin Eisendraths Aldrich Chemical Company genannt und konnte 1952 erst zwölf Produkte liefern. Der Katalog wurde fortwährend erweitert und durch den Zusammenschluss mit der Sigma Chemical Corporation im Jahre 1975 erheblich erweitert. Bader wurde Präsident der Sigma-Aldrich Corporation und war später bis 1991 Vorsitzender.
Bader sammelte auch seltene Chemikalien in der Library of Rare Chemicals, aus der noch Ende 2009 Substanzen in kleinen Mengen bestellt werden konnten. Außerdem begründete er die Firmenzeitschrift Aldrichimica Acta.

## Kunstsammler und Mäzen
Bader war seit seiner Kindheit Sammler. Er begann nach eigenem Bekenntnis das Sammeln von Briefmarken mit acht, von Zeichnungen mit zehn, von Gemälden mit 20 und von seltenen Chemikalien mit 30 Jahren. 1962 gründete er die Kunstsammlung Bader Fine Arts. Bader betätigte sich seit vielen Jahren als Mäzen und finanzierte zusammen mit seiner Frau Isabel sowohl naturwissenschaftliche als auch Kunstprojekte.
Die tschechische Website alfred-bader.cz – Baderweb von Loschmidt Laboratories – listet von 1993 bis 2006 jährlich 1 bis 3, insgesamt 36 Kunstforschungs-Stipendiaten zum Thema Malerei des 17. Jahrhunderts. Weiters 13 Begünstigte von Bader Fellowships in Chemistry der Harvard University in Cambridge, der Columbia University in New York, des Imperial College in London, University of Pennsylvania in Philadelphia über 1 bis 5 Jahre, ab frühestens 1992 und ab spätestens 2005.
Die Loschmidt Laboratories (LL) basieren auf einer Arbeitsgruppe aus 1994 und einer „donation“ von Alfred und Isabel Bader die zur Gründung 2005 führte. Das an der Naturwissenschaftlichen Fakultät der Masaryk-Universität in Brünn angesiedelte Labor betreibt experimentelle Biologie und forscht über Proteinstrukturen und Umweltgifte.

## Ehrungen
Die Deutschsprachige Gesellschaft für Kunst & Psychopathologie des Ausdrucks e. V. (DGPA) verlieh ihm im Jahr 1969 die Hans-Prinzhorn-Medaille.
Die Universität Wien ernannte Bader 1995 zum Ehrenbürger und verlieh ihm im Jahr 2012 das Ehrendoktorat.
Von 1980 bis 1999 erhielt Bader acht Ehrendoktorate von US-amerikanischen und europäischen Universitäten, zuletzt im Jahre 2000 das der Masaryk-Universität in Brünn.
Seit 1988 wird von der American Chemical Society der Robert Bader Award in Bioinorganic or Bioorganic Chemistry für herausragende Beiträge auf diesen Gebieten vergeben. Die Canadian Society for Chemistry vergibt ebenfalls einen Alfred Bader Award für exzellente Forschungsarbeiten auf dem Gebiet der organischen Chemie an Wissenschaftler, die in Kanada arbeiten.